# Abborrasjön (Öreryds socken, Småland)
Abborrasjön är en sjö i Gislaveds kommun i Småland och ingår i Nissans huvudavrinningsområde.